# Páty
Páty is een plaats (község) en gemeente in het Hongaarse comitaat Pest met 7 891 inwoners (2020).
Sinds de jaren 90 is het dorp sterk aan het groeien als gevolg van de suburbanisatie rondom de Hongaarse hoofdstad Boedapest. Páty telt 5454 inwoners (2001). In 2010 had het dorp al 6.967 inwoners.  Per 1 januari 2016 had de gemeente 7 260 inwoners. Er wordt na de economische crisis sinds 2015 weer flink gebouwd in de gemeente. In 2020 was het inwonertal doorgegroeid tot 7 891 inwoners. Op 1 januari 2023 had de gemeente 8.485 inwoners.
Voor de Tweede Wereldoorlog woonden er in Páty veel Donau-Zwaben, in 1946 werden deze voor het grootste deel gedeporteerd naar Duitsland. Tegenwoordig zijn de Duitsers met 2,5 procent van de bevolking een kleine minderheid.

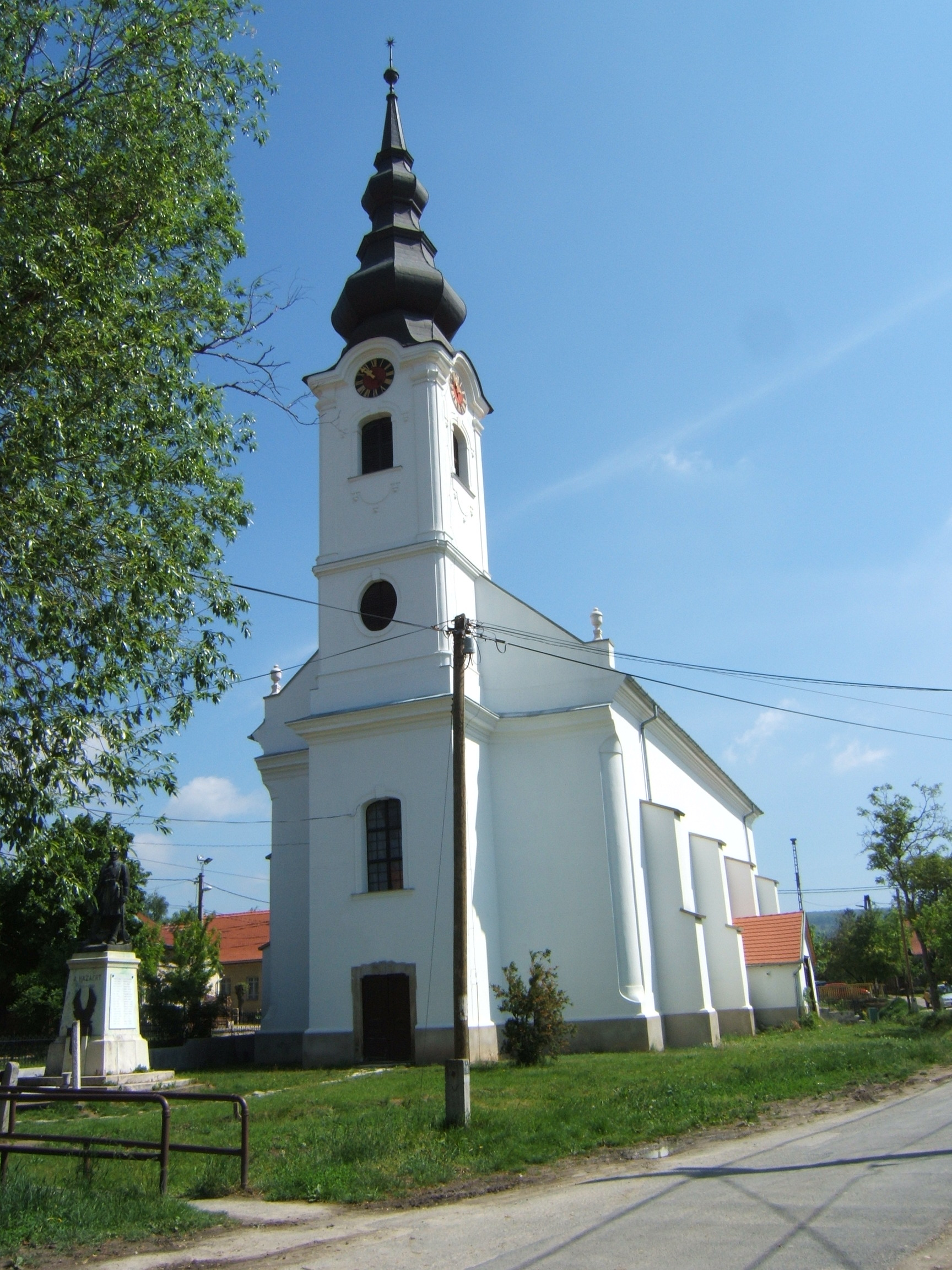
Hongaars Gereformeerde kerk in Páty, Hongarije
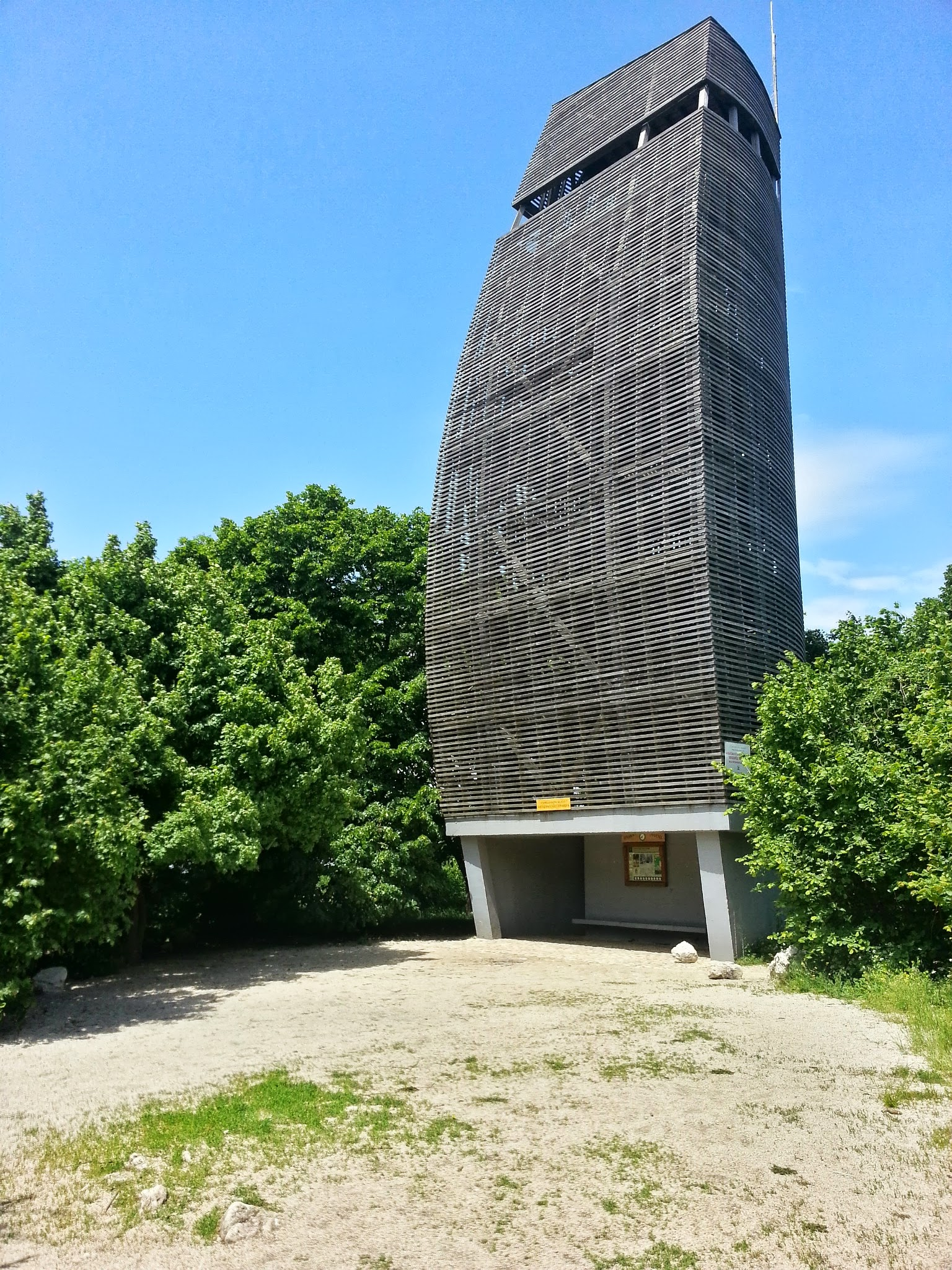
Uitkijktoren in Páty, Hongarije
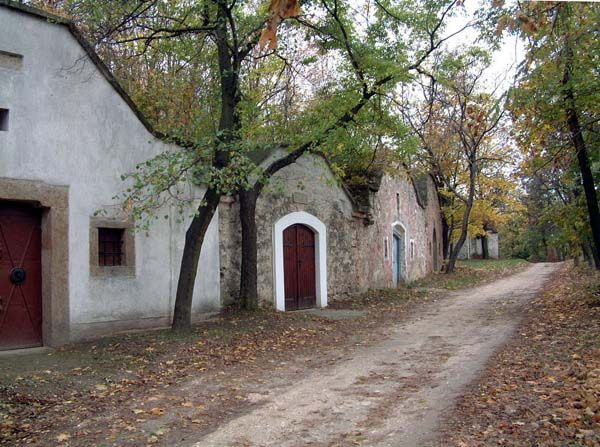
Wijnkelders in Páty, Hongarije
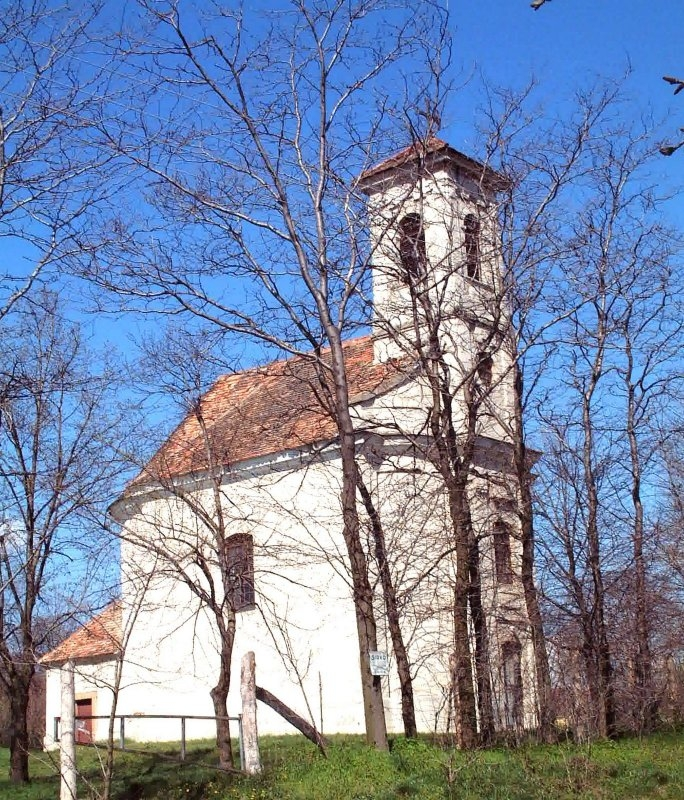
RK kerk in Páty, Hongarije